# Ara martinica
El guacamayo de Martinica (Ara martinica) es una especie hipotética de guacamayo que pudo haber habitado en la isla caribeña de Martinica. Fue nombrada científicamente por Walter Rothschild en 1905, basándose en la descripción de un guacamayo «azul y amarillo naranja» hecha en la década de 1630 por Père Jacques Bouton. No hay ninguna otra prueba conocida de su existencia, pero pudo haber sido identificada en ilustraciones contemporáneas. Algunos autores han sugerido que las aves observadas eran en realidad guacamayos azul y amarillo (Ara ararauna).
El guacamayo de Martinica es una de las trece especies extintas de guacamayos que pudieron haber vivido en las islas del Caribe. Muchas de estas especies son consideradas dudosas, ya que sólo dos se conocen a partir de restos físicos, y no existe ningún guacamayo endémico en las islas hoy en día. Los guacamayos eran transportados con frecuencia entre las islas del Caribe y el continente sudamericano en tiempos prehistóricos e históricos, por lo que es imposible saber si los informes contemporáneos hacen referencia a especies importadas o autóctonas.

## Taxonomía

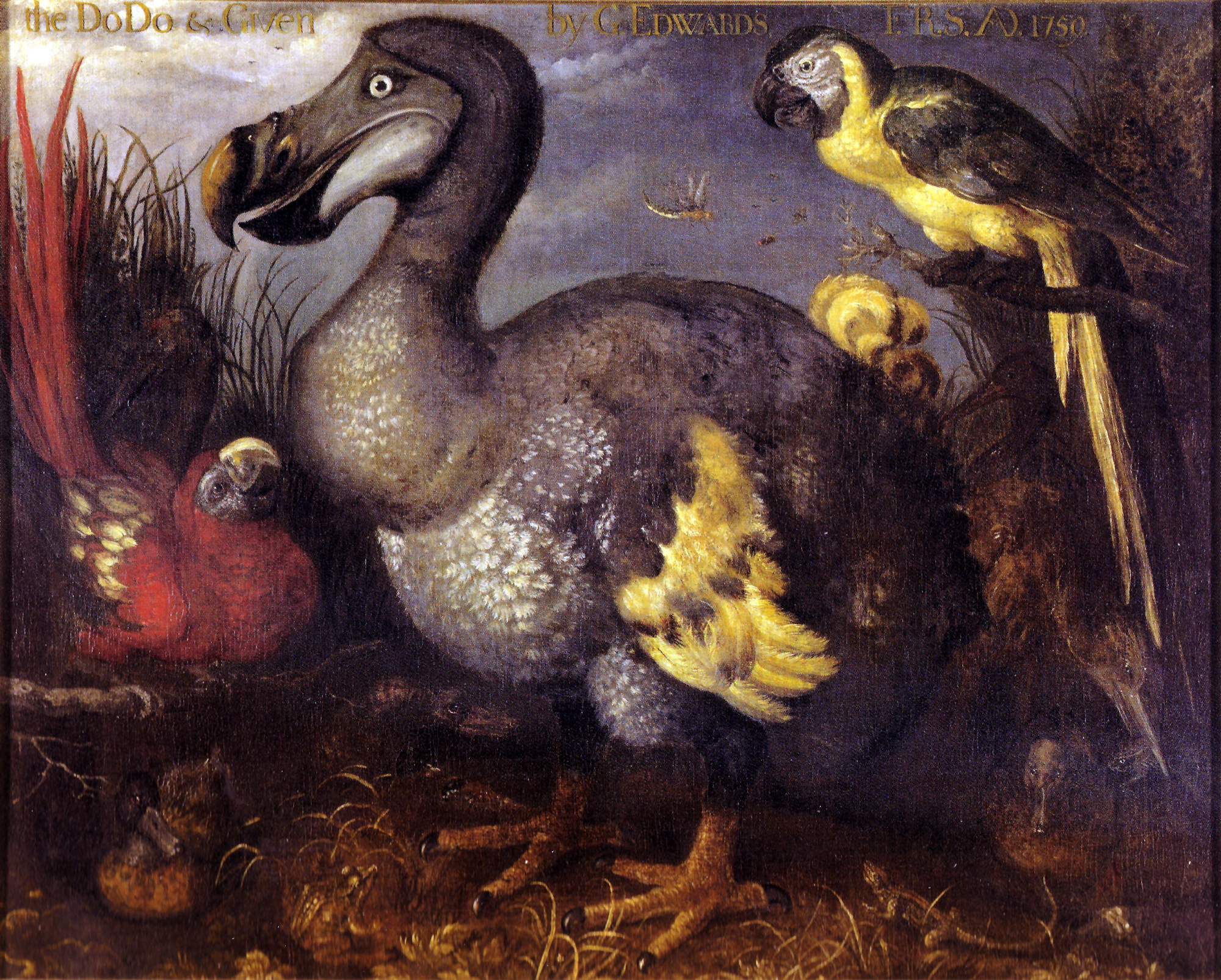
El «Dodo de Edwards», una pintura de Roelant Savery, posiblemente mostrando este guacamayo a la derecha, y el guacamayo de Guadalupe (Ara guadeloupensis) a la izquierda.

Fue descrito científicamente por Walter Rothschild en 1905, como una nueva especie del género Anodorhynchus, A. martinicus. El taxón se basó únicamente en un relato de la década de 1630 por Père Jacques Bouton. Rothschild reclasificó la especie como Ara martinicus en su libro Extinct Birds de 1907, que también contenía una ilustración del ave por John Gerrard Keulemans.
En 1906, Tommaso Salvadori señaló que la guacamaya de Martinica parecía similar a la guacamaya azul y amarillo (Ara ararauna) de la parte continental de América del Sur, y que pudo haber sido la misma ave. James Greenway sugirió que la descripción de Bouton podría haberse basado en un ave en cautividad. El dodo de Edwards, una pintura de Roelant Savery, muestra varias aves incluyendo un guacamayo azul y amarillo, que es diferente a las aves continentales al tener las coberteras subcaudales amarillas en lugar de azules, pero el origen de este guacamayo es desconocido. Hay otra pintura de Savery, Paisaje con aves (1628) que representa cuatro guacamayos diferentes, dos son identificados como Ara macao y A. ararauna, y los otros no concuerdan con ninguna especie viviente, uno azul y otro rojo, similares a los representados en el Dodo de Edwards. Lo que Bouton estaba exactamente describiendo es probable que siga siendo un misterio. En 1936, un científico cubano afirmó haber encontrado un ejemplar de guacamayo de Martinica disecado, que se supuestamente había sido recogido en 1845. Después de un examen se demostró que era un hoax, combinando un loro barranquero (Cyanoliseus patagonus byroni) con la cola de una paloma.
En el artículo en que nombró a la guacamaya de Martinica, Rothschild también listó a "Anodorhynchus coeruleus", supuestamente de Jamaica. Salvadori también cuestionó esto en 1906, señaló que no estaba seguro a lo que Rothschild se estaba refiriendo. En su Extinct Birds, Rothschild aclaró que su primera descripción era errónea, ya que había leído mal una descripción antigua. Él lo renombró a Ara erythrura, basado en descripción de 1658 por Charles de Rochefort, y admitió que su procedencia era desconocida. Esta supuesta especie posteriormente recibió nombres comunes tales como «guacamayo azul y amarillo de cola roja» y «guacamayo satinado» en la literatura ornitológica. Greenway sugirió que la descripción de Rochefort era dudosa, ya que nunca había visitado Jamaica, y parecía haber basado su relato en uno de Jean-Baptiste Du Tertre. Si cualquiera de estas aves alguna vez existió, Ara erythrura es probable que hubiera sido idéntica a la guacamaya de Martinica.